# Mitch Maier
Pour les articles homonymes, voir Maier.
Mitch William Maier (né le 30 juin 1982 à Petoskey, Michigan, États-Unis) est un voltigeur de baseball sous contrat avec les Royals de Kansas City de la Ligue majeure.

## Carrière

### Royals de Kansas City
Après des études secondaires à la Novi High School de Novi (Michigan), Mitch Maier suit des études supérieures à l'Université de Toledo où il porte les couleurs des Toledo Rockets de 2001 à 2003. Il est drafté le 3 juin 2003 par les Royals de Kansas City au premier tour de sélection (30e choix).
Maier passe trois saisons en Ligues mineures avant d'effectuer ses débuts en Ligue majeure le 23 septembre 2006. Il se contente d'évoluer en Triple-A en 2007 avec les Omaha Royals, puis retrouve occasionnellement les terrains de Ligue majeure en 2008. 
Absent de l'effectif actif en début de saison 2009, Maier est rapidement appelé par les Royals pour pallier la blessure d'Alex Gordon. Ses passages au bâton sont médiocres, et il repart pour six jours en Triple-A en juillet. Maier devient quasi titulaire après cette pénitence et sa moyenne au bâton connait un léger mieux. Il termine 2009 avec 31 points produits en 127 matchs pour Kansas City.
En 2010, le voltigeur maintient une moyenne au bâton de ,263 avec 5 circuits et 39 points produits en 117 rencontres. Le 26 juillet, dans une dégelée subie aux mains des Red Sox de Boston, il est utilisé comme lanceur. Il passe une manche au monticule et est le premier lanceur des Royals dans ce match à ne pas accorder de point, ce qui fait dire au manager Ned Yost que Maier fut le meilleur lanceur de son équipe ce jour-là.
Il joue 42 matchs pour Kansas City en 2011, frappant pour ,232 de moyenne au bâton. On ne le voit que dans 32 parties de l'équipe en 2012 : il frappe deux circuits mais sa moyenne au bâton n'est que de ,172. 
Le 7 novembre 2012, Maier quitte Kansas City et rejoint l'organisation des Red Sox de Boston. Il n'a pas l'occasion de s'aligner avec eux dans la saison de baseball 2013 et passe l'année en ligues mineures avec les Red Sox de Pawtucket.
Le 19 décembre 2013, Maier est mis sous contrat par les Cubs de Chicago mais ne joue pas pour ce club. En mai 2014, il revient dans le giron des Royals de Kansas City.

## Statistiques
| Saison | Équipe      | G   | AB  | R  | H   | 2B | 3B | HR | RBI | SB | BA    |
| ------ | ----------- | --- | --- | -- | --- | -- | -- | -- | --- | -- | ----- |
| 2006   | Kansas City | 5   | 13  | 3  | 2   | 0  | 0  | 0  | 0   | 0  | 0,154 |
| 2008   | Kansas City | 34  | 91  | 9  | 26  | 1  | 1  | 0  | 9   | 0  | 0,286 |
| 2009   | Kansas City | 127 | 341 | 42 | 83  | 15 | 3  | 3  | 31  | 9  | 0,243 |
| 2010   | Kansas City | 117 | 373 | 41 | 98  | 15 | 6  | 5  | 39  | 3  | 0,243 |
| Totaux | Totaux      | 283 | 818 | 95 | 209 | 31 | 10 | 8  | 79  | 12 | 0,256 |

Note : G = Matches joués ; AB = Passages au bâton; R = Points ; H = Coups sûrs ; 2B = Doubles ; 3B = Triples ; 
HR = Coup de circuit ; RBI = Points produits ; SB = Buts volés ; BA = Moyenne au bâton.